# Pallavolo ai XIV Jeux des îles
Le gare di pallavolo ai XIV Jeux des îles si sono svolte a Laranjeiras, dal 26 al 29 maggio 2010.
Per seguire l'alternanza imposta dal COJI, nell'edizione 2010 si è svolto soltanto il torneo maschile.

## Formula
Si è disputato un unico girone con la formula del round-robin.In caso di vittoria la squadra si aggiudica 2 punti, in caso di sconfitta 1, mentre se la squadra non si presenta in campo prende 0 punti. A parità di punti prevale il quoziente punti.
Il primo classificato vince la medaglia d'oro, il secondo quella d'argento, il terzo quella di bronzo.

## Risultati

### Prima giornata
| 26/05/2010 | 9.00  | Sicilia  | - | Madera  | 3 - 0 | 25-20, 25-15, 25-13 | Laranjeiras Pavilion |
| 26/05/2010 | 11.00 | Sardegna | - | Azzorre | 3 - 0 | 25-13, 25-17, 25-14 | Laranjeiras Pavilion |

### Seconda giornata
| 27/05/2010 | 9.00  | Corsica | - | Sardegna | 0 - 3 | 10-25, 11-25, 21-25        | Laranjeiras Pavilion |
| 27/05/2010 | 11.00 | Madera  | - | Azzorre  | 1 - 3 | 18-25, 31-29, 19-25, 20-25 | Laranjeiras Pavilion |

### Terza giornata
| 27/05/2010 | 16.30 | Azzorre | - | Sicilia | 0 - 3 | 20-25, 14-25, 12-25        | Laranjeiras Pavilion |
| 27/05/2010 | 18.30 | Madera  | - | Corsica | 3 - 1 | 25-23, 25-19, 29-31, 25-22 | Laranjeiras Pavilion |

### Quarta giornata
| 28/05/2010 | 9.00  | Corsica  | - | Sicilia | 1 - 3 | 25-22, 12-25, 18-25, 12-25 | Laranjeiras Pavilion |
| 28/05/2010 | 11.00 | Sardegna | - | Madera  | 3 - 1 | 22-25, 25-19, 25-12, 25-11 | Laranjeiras Pavilion |

### Quinta giornata
| 29/05/2010 | 9.00  | Azzorre | - | Corsica  | 1 - 3 | 21-25, 25-18, 16-25, 19-25 | Laranjeiras Pavilion |
| 29/05/2010 | 11.00 | Sicilia | - | Sardegna | 3 - 0 | 25-19, 25-22, 25-20        | Laranjeiras Pavilion |

## Classifica
| posiz | squadra  | G | V | P | Sv | Sp | QS   | Pf  | Ps  | QP    | Pt |
| ----- | -------- | - | - | - | -- | -- | ---- | --- | --- | ----- | -- |
|       | Sicilia  | 4 | 4 | 0 | 12 | 1  | 12   | 322 | 222 | 1,450 | 8  |
|       | Sardegna | 4 | 3 | 1 | 9  | 4  | 2,25 | 308 | 228 | 1,351 | 7  |
|       | Corsica  | 4 | 1 | 3 | 5  | 10 | 0,5  | 297 | 357 | 0,832 | 5  |
| 4     | Madera   | 4 | 1 | 4 | 5  | 10 | 0,5  | 307 | 371 | 0,927 | 5  |
| 5     | Azzorre  | 4 | 1 | 4 | 4  | 10 | 0,4  | 275 | 331 | 0,831 | 5  |

## Podio
| 2º posto Sardegna | 1º posto Sicilia | 3º posto Corsica |